# 4. armija (Njemačko Carstvo)
4. armija (njem. 4. Armee / Armeeoberkommando 4 / A.O.K. 4) je bila vojna formacija njemačke vojske u Prvom svjetskom ratu. Tijekom Prvog svjetskog rata djelovala je na Zapadnom bojištu.

## Povijest
Četvrta armija formirana je 2. kolovoza 1914. sa sjedištem stožera u Berlinu. Njezinim prvim zapovjednikom postao je württemberški vojvoda Albrecht kojemu je načelnik stožera bio general poručnik Walther von Lüttwitz. Četvrta armija sastojala se većinom od jedinica württemberške vojske koja je u okviru Njemačkog Carstva zadržala svoju samostalnost, te je na početku rata sadržavala pet korpusa i to VI., VIII., XVIII., VIII. pričuvni i XVIII. pričuvni korpus, s ukupno 180.000 vojnika.

Na početku rata 4. armija je držala položaje u središnjem dijelu njemačkog rasporeda i to u Ardenima, te je zajedno s 5. armijom u Bitci u Ardenima (21. – 23. kolovoza 1914.)  zaustavila i porazila francuske snage. Nakon njemačkog poraza u Prvoj bitci na Marni, 4. armija je premještena na sjever, te je sudjelovala u bitkama poznatim pod nazivom Trka k moru (15. rujna – 15. listopada 1914.) u kojem su njemačke snage i saveznici nastojali obuhvatiti protivničko sjeverno krilo. Pritom je i sastav 4. armije znatno promijenjen. U njen su sastav naime ušla četiri novoformirana pričuvna korpusa, dok su württemberške jedinice raspoređene u susjedne armije tako da je armija u potpunosti izgubila svoj württemberški karakter. Četvrta armija je u okviru Trke k moru sudjelovala u Bitci kod La Basseea (12. – 27. listopada 1914.), Bitci na Yseru (16. – 31. listopada 1914.), te Prvoj bitci kod Ypresa (19. listopada – 11. studenog 1914.) u kojoj zajedno sa 6. armijom nije uspjela zauzeti važno prometno središte Ypres.
U travnju 1915. 4. armija sudjeluje u Drugoj bitci kod Ypresa (22. travnja – 25. svibnja 1915.) u kojoj su po prvi puta korišteni bojni otrovi. Tijekom 1916. dio bojišta koji je držala 4. armija bio je relativno miran s obzirom na to da se težište borbi prenijelo na Verdun i Sommu.
U ožujku 1917. vojvodu Albrechta koji je postao zapovjednikom grupe armije nazvane njegovim imenom, zamjenjuje pješaštva Friedrich Sixt von Arnim koji 4. armijom zapovijeda sve do kraja rata. U lipnju 1917. 4. armija sudjeluje u Bitci kod Messinesa (7. – 14. lipnja 1917.) u kojoj su britanske snage uz pomoć dugo pripremanog podzemnog miniranja uspjele zauzeti južni dio ypreške izbočine. Ubrzo nakon toga ovaj put dobro pripremljena 4. armija je odbila novi britanski napad u Trećoj bitci kod Ypresa (31. srpanj – 6. studenog 1917.).
Četvrta armija sudjelovala je i u njemačkoj Proljetnoj ofenzivi. Armija nije sudjelovala u prva dva njemačka napada, ali je sudjelovala u trećem. Četvrta armija je tako sudjelovala u Trećoj bitci u Flandriji (7. – 29. travnja 1918.) ili Operaciji Georgette, u kojoj je zajedno sa 6. armijom potisnula britanske snage, ali nije uspjela zauzeti Ypres i kanalske luke što je bio cilj ofenzive. Nakon završetka rata 4. armija se povlačila prema Njemačkoj sve do Munstera gdje je konačno i rasformirana 28. siječnja 1919. godine. 

## Zapovjednici
vojvoda Albrecht (2. kolovoza 1914. – 25. veljače 1917.)

Friedrich Sixt von Arnim (25. veljače 1917. – 22. studenog 1918.)

## Načelnici stožera
Walther von Lüttwitz (2. kolovoza 1914. – 26. rujna 1914.)
Emil Ilse (26. rujna 1914. – 25. svibnja 1917.)
Max Stapff (25. svibnja 1917. – 12. lipnja 1917.)
Fritz von Lossberg (12. lipnja 1917. – 6. kolovoza 1918.)
Wilhelm Humser (6. kolovoza 1918. – 22. studenog 1918.)

## Bitke
Bitka u Ardenima (21. – 23. kolovoza 1914.)

Bitka kod La Basseea (12. – 27. listopada 1914.)

Bitka na Yseru (16. – 31. listopada 1914.)

Prva bitka kod Ypresa (19. listopada – 11. studenog 1914.)

Druga bitka kod Ypresa (22. travnja – 25. svibnja 1915.) 

Bitka kod Messinesa (7. – 14. lipnja 1917.)

Treća bitka kod Ypresa (31. srpnja – 6. studenog 1917.) 

Treća bitka u Flandriji (7. – 29. travnja 1918.)

## Vojni raspored 4. armije na početku Prvog svjetskog rata
Zapovjednik: vojvoda Albrecht

Načelnik stožera: general poručnik Walther von Lüttwitz

- VI. korpus (genpj. Kurt von Pritzelwitz)
  - 11. pješačka divizija (gen. Webern)
  - 12. pješačka divizija (gen. Chales de Beaulieu)

- VIII. korpus (genpj. Erich Tülff von Tschepe und Weidenbach)
  - 15. pješačka divizija (gen. Riemann)
  - 16. pješačka divizija (gen. Fuchs)

- XVIII. korpus (genpj. Heinrich Dedo von Schenck)
  - 21. pješačka divizija (gen. Oven)
  - 25. pješačka divizija (gen. Kühne)

- VIII. pričuvni korpus (genpj. Wilhelm von Egloffstein)
  - 15. pričuvna divizija (gen. Kurowski)
  - 16. pričuvna divizija (gen. Mootz)

- XVIII. pričuvni korpus (genpor. Kuno von Steuben)
  - 21. pričuvna divizija (gen. Rampacher)
  - 25. pričuvna divizija (gen. Torgany)

## Vojni raspored 4. armije u Prvoj bitci kod Ypresa
Zapovjednik: vojvoda Albrecht

Načelnik stožera: general bojnik Emil Ilse

- III. pričuvni korpus (genpj. Hans von Beseler)
  - 5. pričuvna divizija (gen. Voigt)
  - 6. pričuvna divizija (gen. Schickfuss und Neudorf)
  - 4. ersatzka divizija (gen. Werder)

- XXII. pričuvni korpus (genpj. Eugen von Falkenhayn)
  - 43. pričuvna divizija (gen. Stenger)
  - 44. pričuvna divizija (gen. Dorrer)

- XXIII. pričuvni korpus (genkonj. Georg von Kleist)
  - 45. pričuvna divizija (gen. Schöpflin)
  - 46. pričuvna divizija (gen. Hahn)

- XXVI. pričuvni korpus (genpj. Otto von Hügel)
  - 51. pričuvna divizija (gen. Dankenschweil)
  - 52. pričuvna divizija (gen. Waldorf)

- XXVII. pričuvni korpus (genpor. Adolph von Carlowitz)
  - 53. pričuvna divizija (gen. Watzdorf)
  - 54. pričuvna divizija (gen. Schaefer)

- Armijska pričuva
  - 9. pričuvna divizija (gen. Guretzky-Cornitz)
  - 6. bavarska pričuvna divizija (gen. Speidel)
  - mornarička divizija (adm. Schröder)

## Vojni raspored 4. armije sredinom prosinca 1914.
Zapovjednik: vojvoda Albrecht

Načelnik stožera: general bojnik Emil Ilse

- XV. korpus (genpj. Berthold von Deimling)
  - 30. pješačka divizija (gen. Suren)
  - 39. pješačka divizija (gen. Kathen)
  - Gardijska divizija Winckler (gen. Winckler)

- XXII. pričuvni korpus (genkonj. Eugen von Falkenhayn)
  - 43. pričuvna divizija (gen. Stenger)
  - 44. pričuvna divizija (gen. Dorrer)

- XXIII. pričuvni korpus (genkonj. Georg von Kleist)
  - 45. pričuvna divizija (gen. Schöpflin)
  - 46. pričuvna divizija (gen. Hahn)

- XXVI. pričuvni korpus (genpj. Otto von Hügel)
  - 51. pričuvna divizija (gen. F. Kleist)
  - 52. pričuvna divizija (gen. Waldorf)

- XXVII. pričuvni korpus (gentop. Richard von Schubert)
  - 53. pričuvna divizija (gen. Watzdorf)
  - 54. pričuvna divizija (gen. Schaefer)

- Mornarički korpus (adm. Ludwig von Schröder)
  - 1. mornarička divizija (vica. Jacobsen)
  - 2. mornarička divizija (vica. Schultz)

## Vojni raspored 4. armije krajem kolovoza 1916.
Zapovjednik: vojvoda Albrecht

Načelnik stožera: general poručnik Emil Ilse

- XXVI. pričuvni korpus (genpj. Otto von Hügel)
  - 52. pričuvna divizija (gen. Waldorf)
  - 51. pričuvna divizija (gen. Heidborn)
  - 207. pješačka divizija (gen. Schrötter)

- XXIII. pričuvni korpus (genpj. Hugo von Kathen)
  - 46. pričuvna divizija (gen. Wasielewski)
  - 45. pričuvna divizija (gen. Schöpflin)

- XIII. korpus (genpj. Theodor von Watter)
  - 27. pješačka divizija (gen. Moser)
  - 26. pješačka divizija (vojv. Urach)

- Armijska pričuva
  - 3. gardijska divizija (gen. Lindequist)
  - 204. pješačka divizija (gen. Stein)
  - 4. ersatzka divizija (gen. Werder)
  - 5. ersatzka divizija (gen. Weber)

## Vojni raspored 4. armije u ožujku 1917.
Zapovjednik: general pješaštva Friedrich Sixt von Arnim

Načelnik stožera: general poručnik Emil Ilse

- IX. pričuvni korpus (genpor. Karl Dieffenbach)
  - 19. landverska divizija (princ Heinrich)
  - 21. landverska divizija (gen. Lepper)
  - 17. pričuvna divizija (gen. Reuter)
  - 207. pješačka divizija (gen. Schrötter)
  - 18. pričuvna divizija (gen. Wundt)

- XIX. korpus (genkonj. Maximilian von Laffert)
  - 204. pješačka divizija (gen. Stein)
  - 24. pješačka divizija (gen. Hammer)
  - 40. pješačka divizija (gen. Meister)

- Mornarički korpus (adm. Ludwig von Schröder)
  - 1. mornarička divizija (vica. Jacobsen)
  - 2. mornarička divizija (vica. Jasper)
  - 20. landverska divizija (gen. W. Eberhardt)

- Armijska pričuva
  - 185. pješačka divizija (gen. Uthmann)
  - 208. pješačka divizija (gen. Groddeck)
  - 2. pješačka divizija (gen. Reiser)
  - 2. konjička divizija (gen. Etzel)

## Vojni raspored 4. armije u lipnju 1917.
Zapovjednik: general pješaštva Friedrich Sixt von Arnim

Načelnik stožera: pukovnik Fritz von Lossberg

- XIV. korpus (genpor. Martin Chales de Beaulieu)
  - 20. landverska divizija (gen. Berger)
  - 19. landverska divizija (gen. Lupin)
  - 49. pričuvna divizija (gen. Unger)

- III. bavarski korpus (genpor. Hermann von Stein)
  - 80. pričuvna divizija (gen. Körner)
  - 233. pješačka divizija (gen. Dewitz)
  - 17. pješačka divizija (gen. Gabain)

- IX. pričuvni korpus (genpor. Karl Dieffenbach)
  - 119. pješačka divizija (gen. Grünert)
  - 195. pješačka divizija (gen. Wechmar)
  - 24. pješačka divizija (gen. Hammer)
  - 11. pješačka divizija (gen. Etzel)
  - 207. pješačka divizija (gen. Schrötter)

- II. bavarski korpus (genkonj. Otto von Stetten)
  - 22. pričuvna divizija (gen. H. Schubert)
  - 16. bavarska divizija (gen. Möhl)
  - 9. pričuvna divizija (gen. Hildemann)

- XII. pričuvni korpus (gentop. Hans von Kirchbach)
  - 40. pješačka divizija (gen. Olenhusen)
  - 10. bavarska divizija (gen. Kiefhaber)

- Mornarički korpus (adm. Ludwig von Schröder)
  - 1. mornarička divizija (vica. Jacobsen)
  - 2. mornarička divizija (vica. Jasper)
  - 3. mornarička divizija (vica. K.Moltke)

- Armijska pričuva
  - 199. pješačka divizija (gen. Puttkamer)
  - 23. pričuvna divizija (gen. Weissdorf)
  - 50. pričuvna divizija (gen. Ende)
  - 221. pješačka divizija (gen. von der Chevalleire)
  - 38. pješačka divizija (gen. Schultheis)
  - 12. pješačka divizija (gen. Lequis)
  - 18. pričuvna divizija (gen. Wundt)
  - 16. pješačka divizija (gen. A. Lüttwitz)
  - 2. gardijska pričuvna divizija (gen. Petersdorf)
  - 4. bavarska divizija (princ Franjo Bavarski)
  - 2. konjička divizija (gen. K. von der Goltz)

## Vojni raspored 4. armije krajem listopada 1918.
Zapovjednik: general pješaštva Friedrich Sixt von Arnim

Načelnik stožera: bojnik Wilhelm Humser

- Mornarički korpus (adm. Ludwig von Schröder)
  - 1. mornarička divizija (vica. Schultz)
  - 2. mornarička divizija (vica. Jasper)
  - 38. landverska divizija (gen. Willisen)
  - 85. landverska divizija (gen. Lippe-Biesterfeld)

- Gardijski pričuvni korpus (genkonj. Wolf Marschall von Altengottern)
  - 3. pričuvna divizija (gen. Rusche)
  - 3. pješačka divizija (gen. Sydow)
  - 13. pričuvna divizija (gen. Oertzen)
  - 16. bavarska divizija (gen. Möhl)
  - 36. pričuvna divizija (gen. Rantzau)
  - 11. bavarska divizija (gen. Grossmann)
  - 4. pješačka divizija (gen. Marchard)
  - 16. pričuvna divizija (gen. Hertzberg)
  - 23. divizija (gen. Bärensprung)
  - 3. landverska divizija (gen. Zierold)

- Gardijski korpus (genpor. Alfred von Böckmann)
  - 26. pješačka divizija (vojv. Ulrich od Württemberga)
  - 19. pješačka divizija (gen. Hülsen)
  - Gardijska ersatzka divizija (gen. Poseck)
  - 207. pješačka divizija (gen. Matthiass)
  - 1. bavarska pričuvna divizija (gen. Pechmann)
  - 21. pješačka divizija (gen. Wahlen-Jürgass)
  - 52. pričuvna divizija (gen. Waldorf)
  - 6. konjička divizija (gen. Saenger)

- X. pričuvni korpus (genpor. Arthur von Gabain)
  - 49. pričuvna divizija (gen. Uechtritz und Steinkirch)
  - 23. pričuvna divizija (gen. Francke)
  - 11. pričuvna divizija (gen. Büstorff)
  - 56. pješačka divizija (gen. Maltzahn)
  - 6. bavarska pričuvna divizija (gen. Meyer)
  - 39. pješačka divizija (gen. Dawans)
  - 40. pješačka divizija (gen. Meister)

## Vanjske poveznice
(eng.) 4. armija na stranici Prussian Machine

(njem.) 4. armija na stranici Deutschland14-18.de  Arhivirana inačica izvorne stranice od 5. listopada 2013. (Wayback Machine)

(njem.) 4. armija na stranici Wiki-de.genealogy.net